# Damià Pastaller i Casanovas
Damià Pastaller i Casanovas (?-1798) fou un violinista nascut a Martorell.
A partir de l'any 1761, després de la renúncia de Joan Colomer, fou obtentor del benefici de Santa Caterina. Aquest benefici estava associat a la plaça de violí de la capella de Santa Maria de Castelló d'Empúries. Va ocupar aquesta plaça fins a la seva mort, l'any 1798.